# Amaraji
Amaraji este un oraș în Pernambuco (PE), Brazilia.